# 羅特巴赫河 (奧米爾巴赫河支流)
47°57′14″N 11°28′04″E / 47.95402°N 11.46771°E

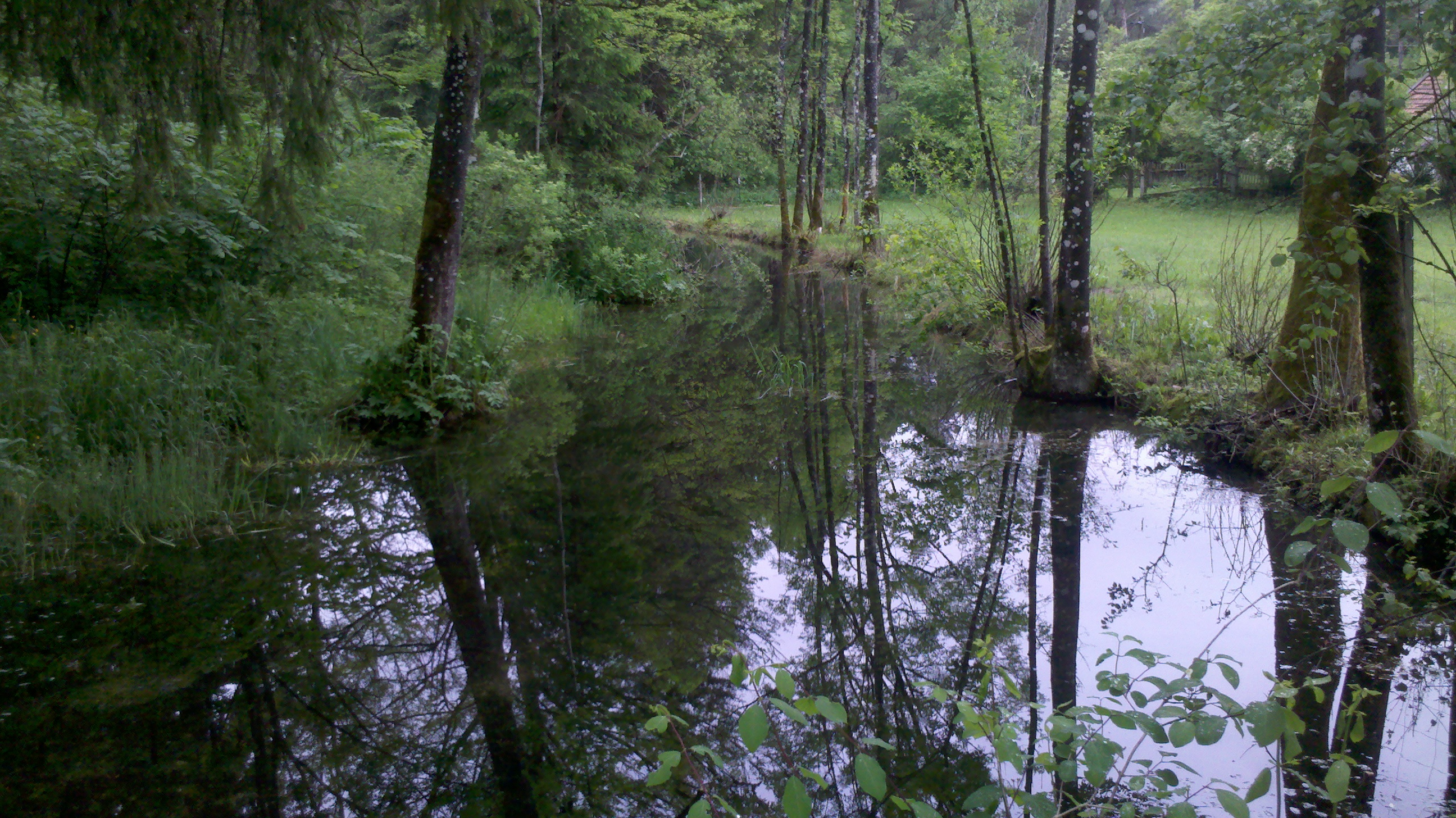

羅特巴赫河（德語：Rothbach），是德國的河流，位於該國東南部，由巴伐利亞負責管轄，與德賴布倫嫩巴赫河匯流成為奧米爾巴赫河，河道全長0.9公里。